# Acanthinozodium
Acanthinozodium es un género de arañas de la familia Zodariidae.

## Especies
- Acanthinozodium ansieae Jocqué & van Harten, 2015
- Acanthinozodium armita Zamani & Marusik, 2021
- Acanthinozodium atrisa Zamani & Marusik, 2021
- Acanthinozodium cirrisulcatum Denis, 1952
- Acanthinozodium cirrisulcatum longispina Denis, 1952
- Acanthinozodium crateriferum Jocqué & Henrard, 2015
- Acanthinozodium diara Zamani & Marusik, 2021
- Acanthinozodium dorsa Zamani & Marusik, 2021
- Acanthinozodium elburzicum Zamani & Marusik, 2021
- Acanthinozodium kiana Zamani & Marusik, 2021
- Acanthinozodium masa Zamani & Marusik, 2021
- Acanthinozodium niusha Zamani & Marusik, 2021
- Acanthinozodium ovtchinnikovi Zamani & Marusik, 2021
- Acanthinozodium parmida Zamani & Marusik, 2021
- Acanthinozodium parysatis Zamani & Marusik, 2021
- Acanthinozodium quercicola Jocqué & Henrard, 2015
- Acanthinozodium sahariense Denis, 1959
- Acanthinozodium sahelense Jocqué & Henrard, 2015
- Acanthinozodium sericeum Denis, 1956
- Acanthinozodium sorani Zamani & Marusik, 2021
- Acanthinozodium spinulosum Denis, 1966
- Acanthinozodium subclavatum Denis, 1952
- Acanthinozodium tibesti Jocqué, 1991
- Acanthinozodium zavattarii (Caporiacco, 1941)